# Église Saint-Bernard (Dijon)
Pour les articles homonymes, voir Église Saint-Bernard.
L’église Saint-Bernard est une église construite dans les années 1950, dans le quartier de Montchapet, situé au nord-ouest de Dijon.

## Historique
En 1932, le terrain fut acheté par le curé de Saint-Bénigne et une chapelle fut installée, sous le vocable de Saint-Joseph, dans une ancienne poudrière datant de 1885. En attendant la construction du vaste édifice actuel, cette chapelle servait temporairement de lieu de culte dans un quartier en expansion n'en possédant pas. Le projet est l'œuvre de l'architecte parisien Alix Sorin et fut réalisé par l'entreprise Perroud, entre 1958 et 1959. La nouvelle et vaste église fut consacrée le 6 décembre 1959 par Monseigneur Guillaume Sembel.
Construite sur un grand terrain, laissant la place à des espaces verts et à un vaste parking, la paroisse comprend, outre l'église : le presbytère où réside le curé de la paroisse et une crypte. L'église, dont la voûte s'élève à 23 mètres du sol, peut accueillir plus de 600 personnes.

## Orgue
Il a été réalisé entre 1986 et 1992 par le facteur d'orgues Pierre Saby. L'instrument est composé de : 2302 tuyaux, 35 jeux répartis sur 3 claviers manuels et d'un pédalier.

## Crypte
La crypte est aménagée dans une ancienne poudrière datant des années 1885, puis transformée en chapelle dès les années 1930. Elle a fait l’objet d’une restauration complète en 1992 : elle est repeinte dans un style roman par Marie-Christine Lorne. Elle a pris le nom de Notre-Dame-d'Ephèse.

## Galerie

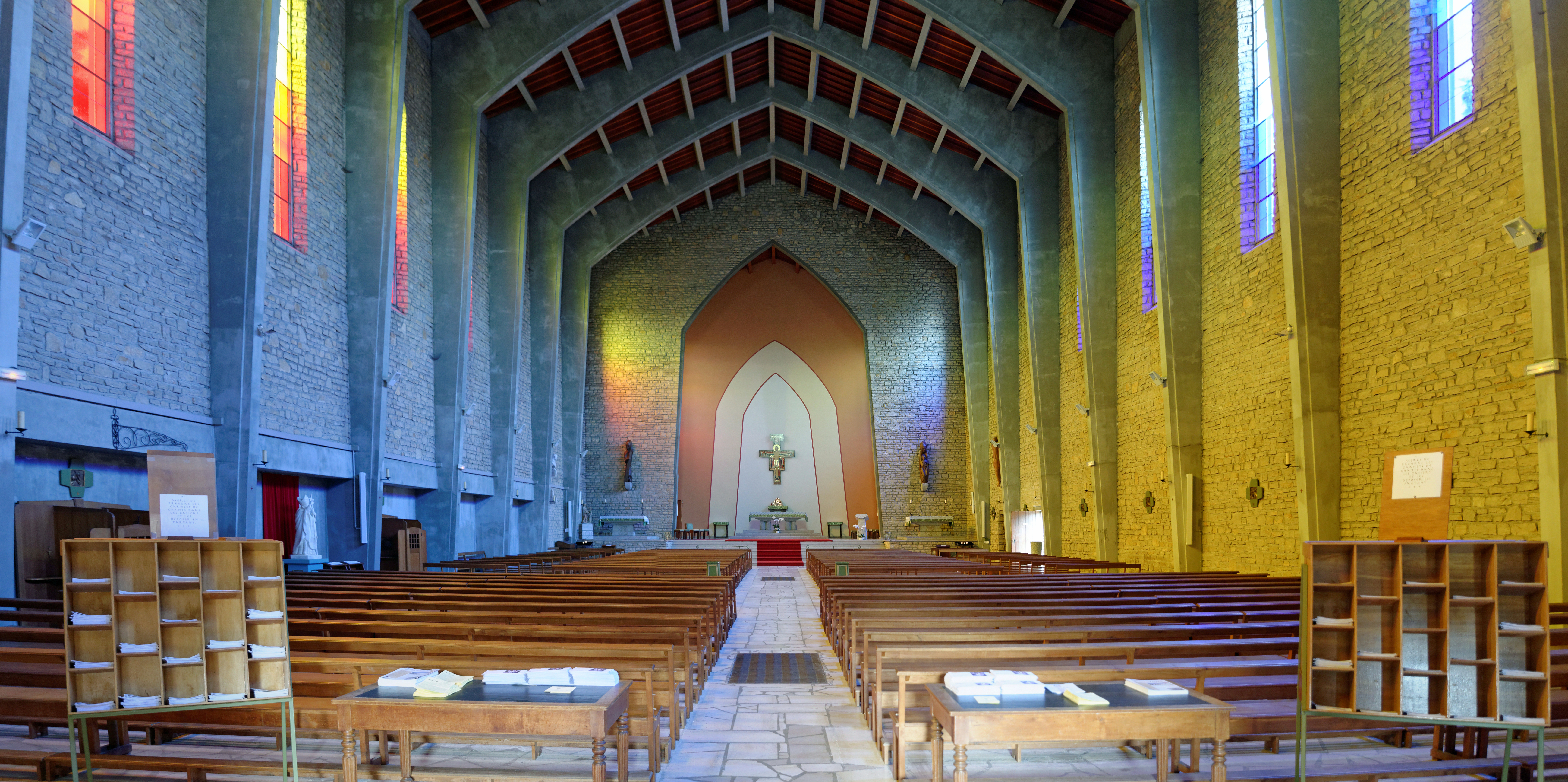
L'intérieur de l'église
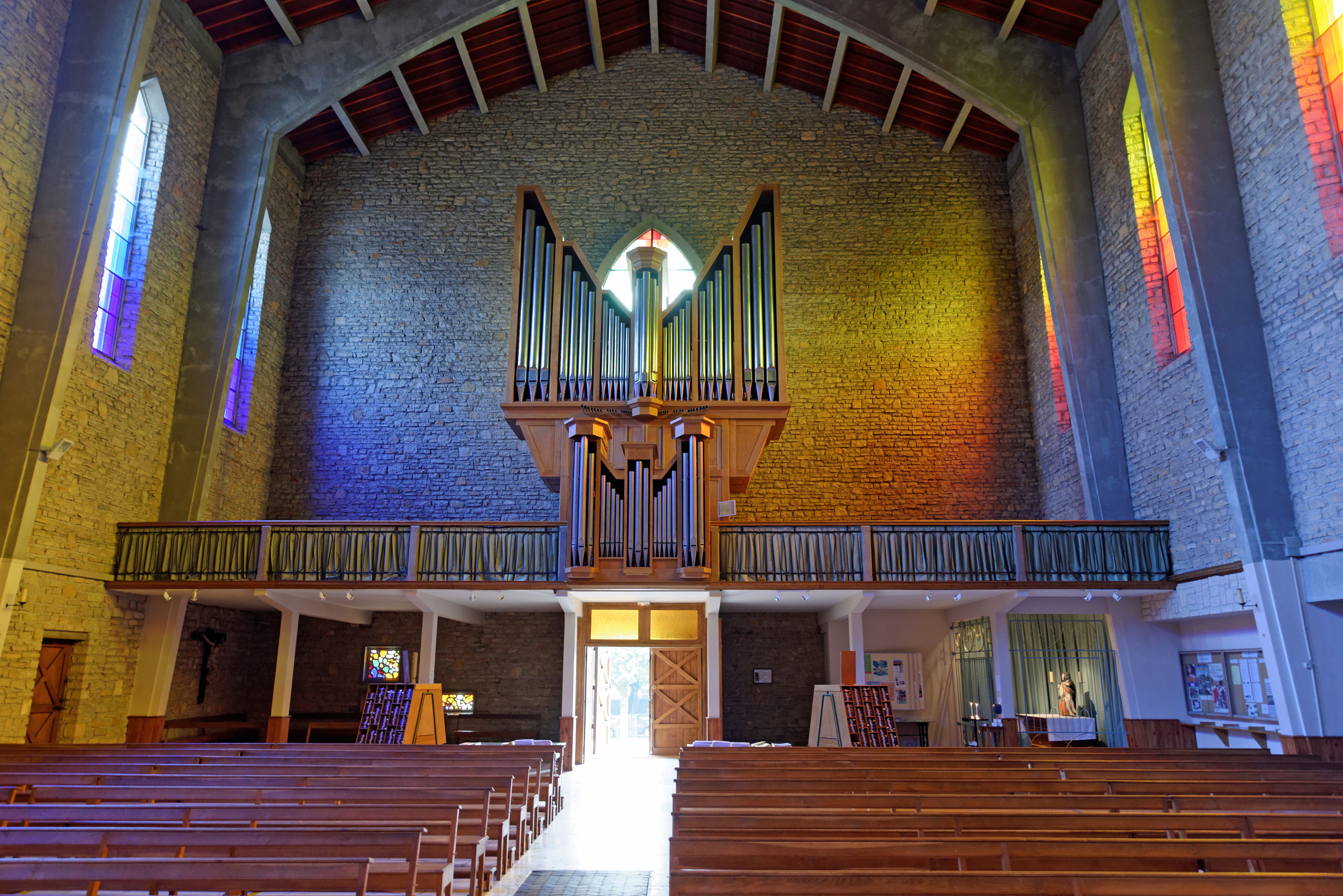
Le grand orgue
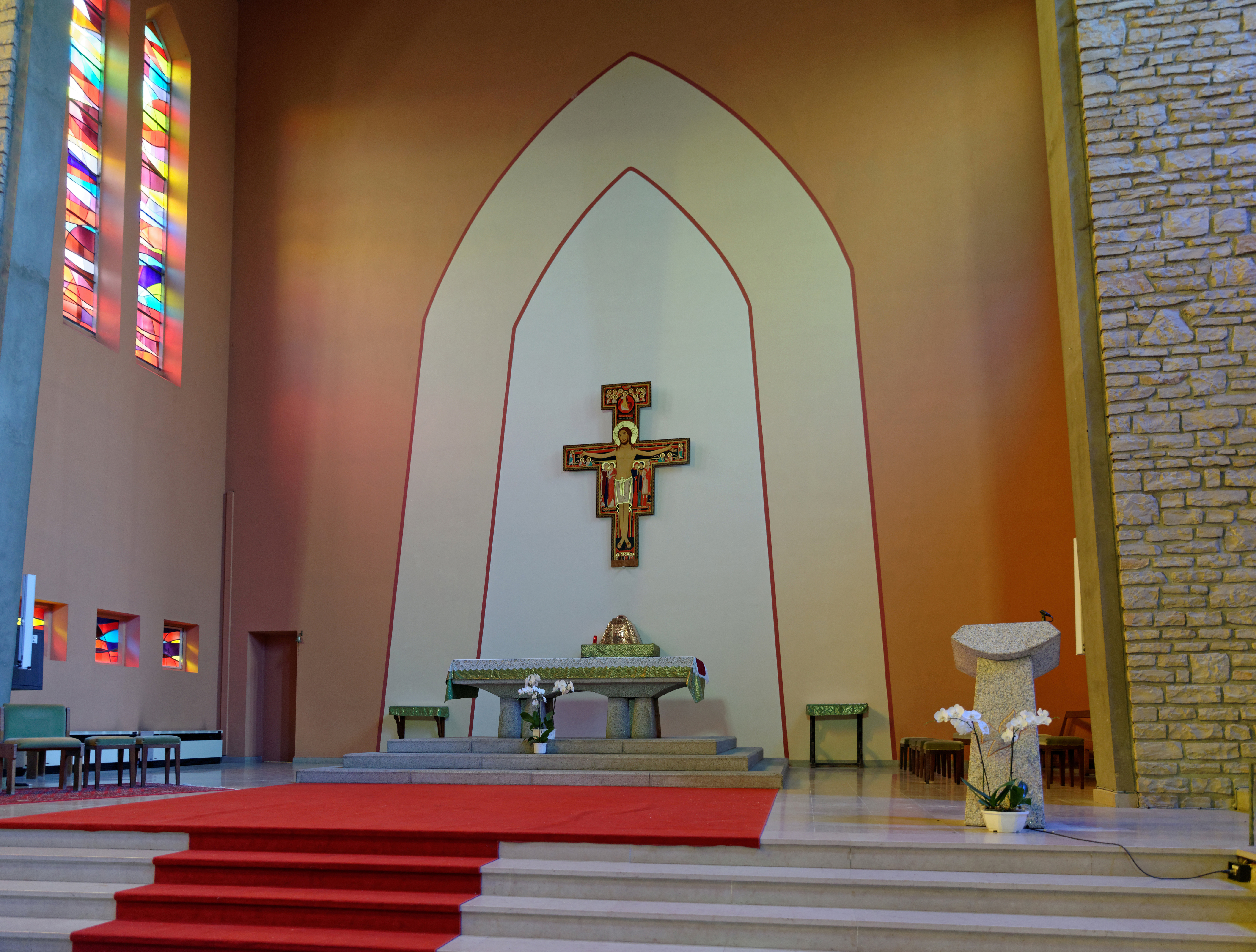
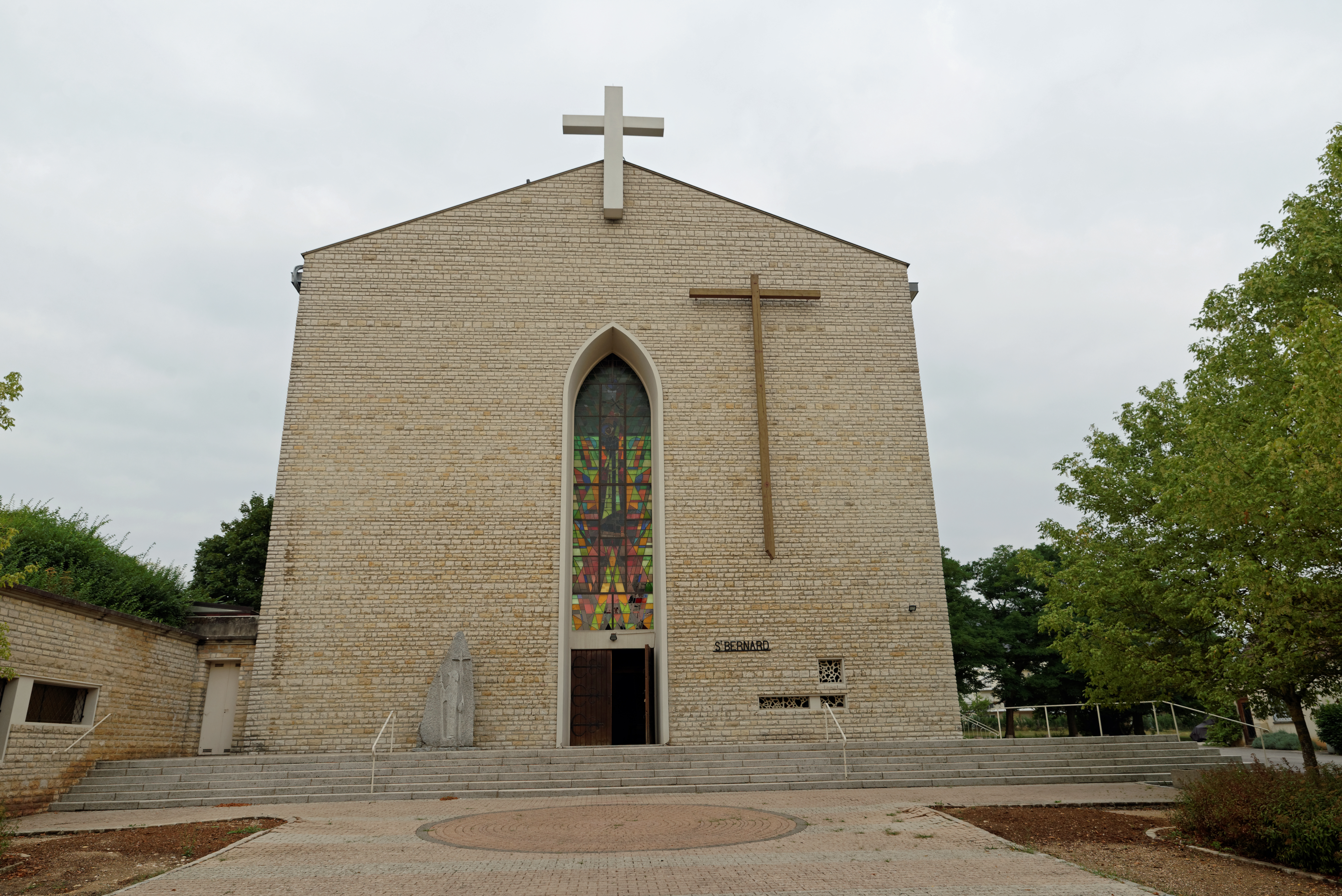
L'entrée principale
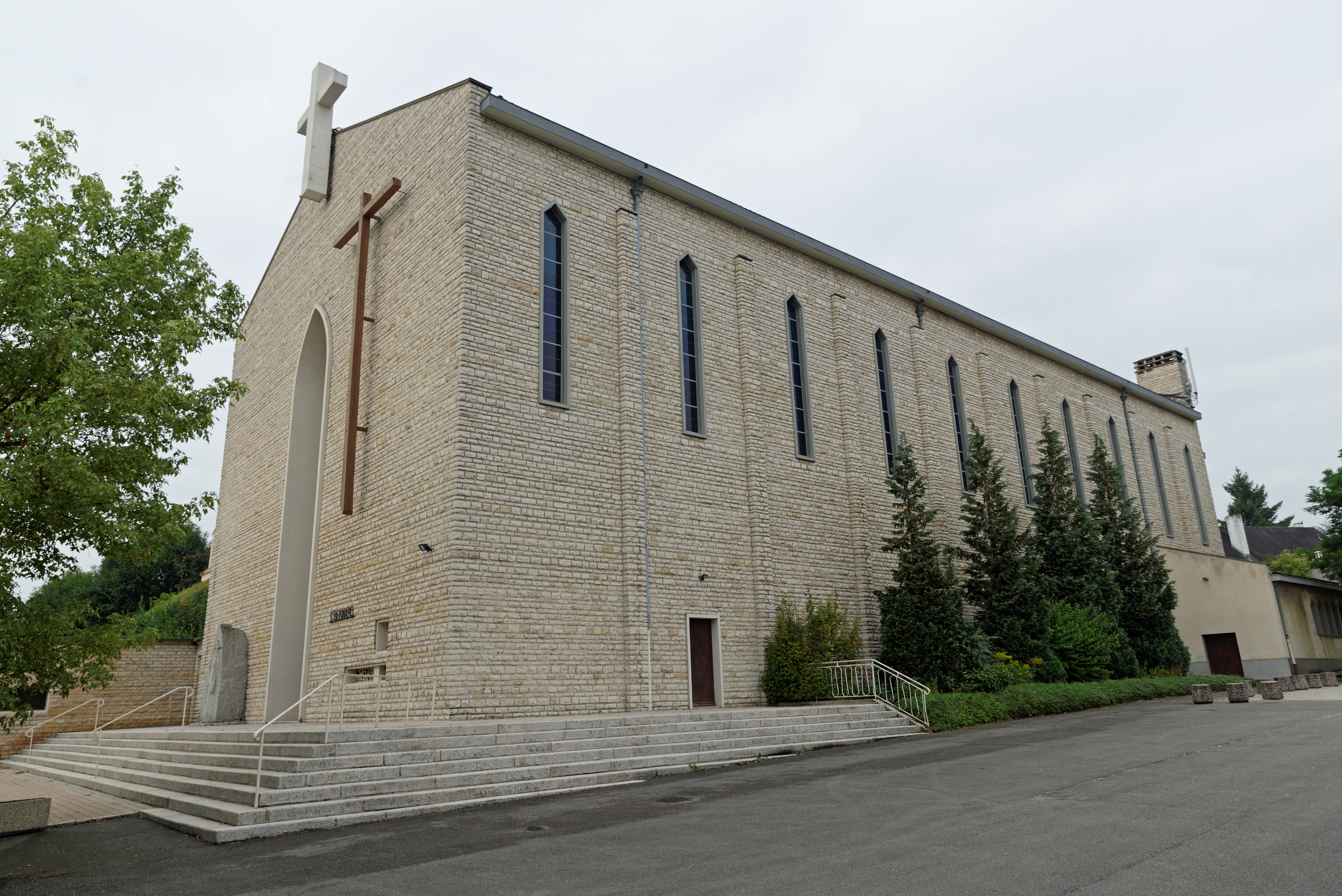
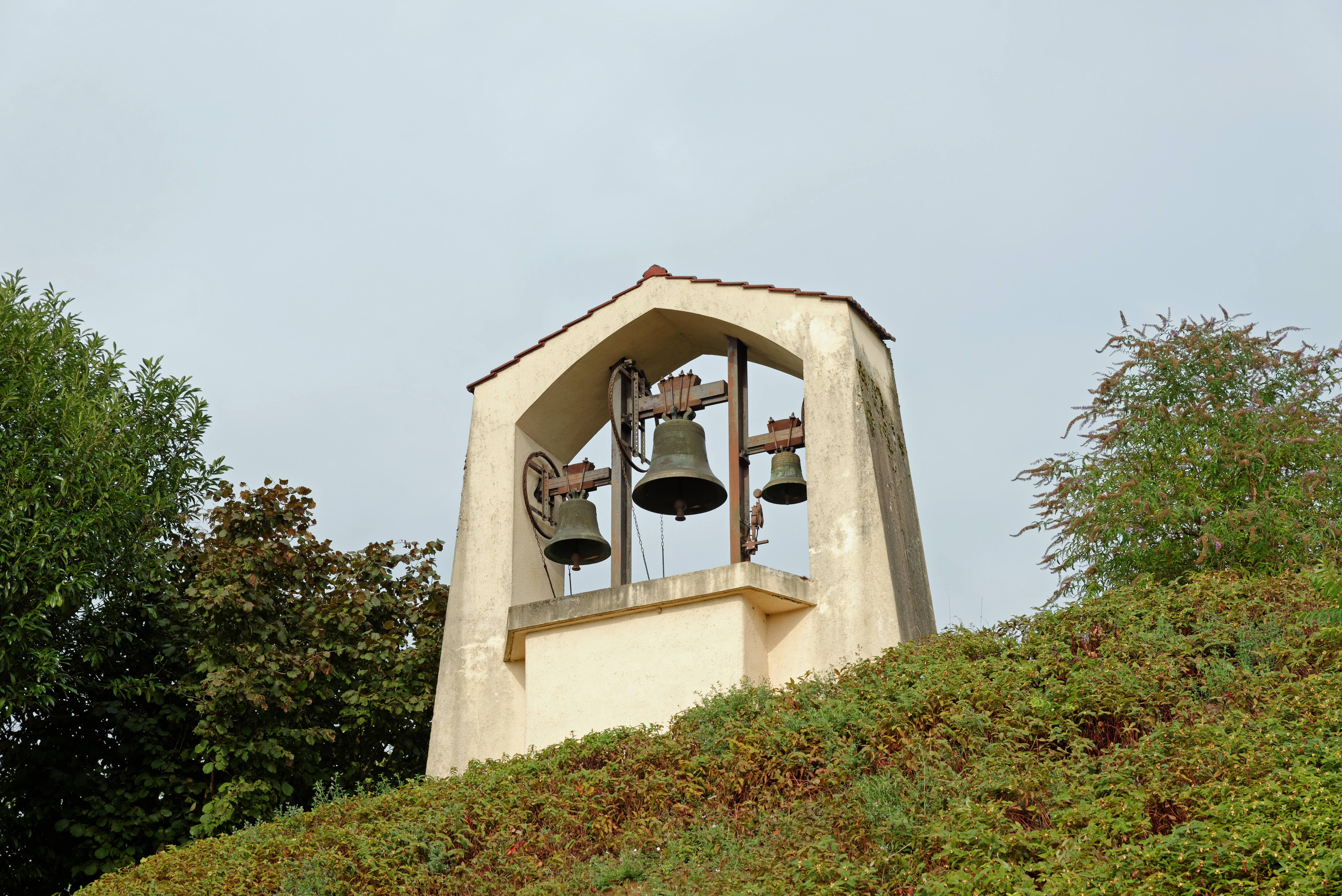
Les cloches